# 梅德韋日耶戈爾斯克區

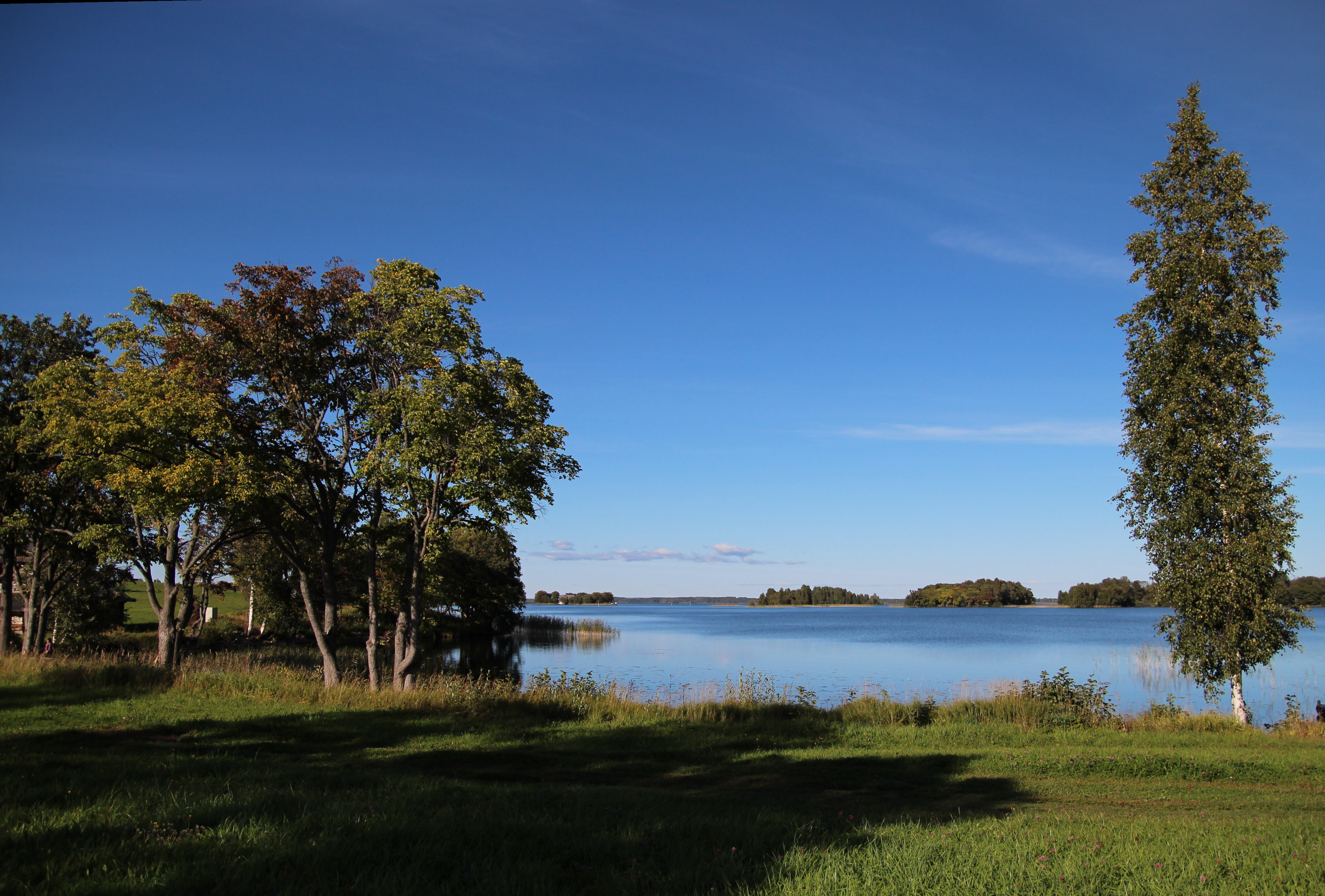

62°54′N 34°28′E / 62.900°N 34.467°E
梅德韋日耶戈爾斯克區（俄语：Медвежьегорский район），是俄羅斯的一個區，位於該國西北部，由卡累利阿共和國負責管轄，面積13,696平方公里，2010年人口31,864，人口密度每平方公里2.33人。